# Controversia sobre Lulu y Nana

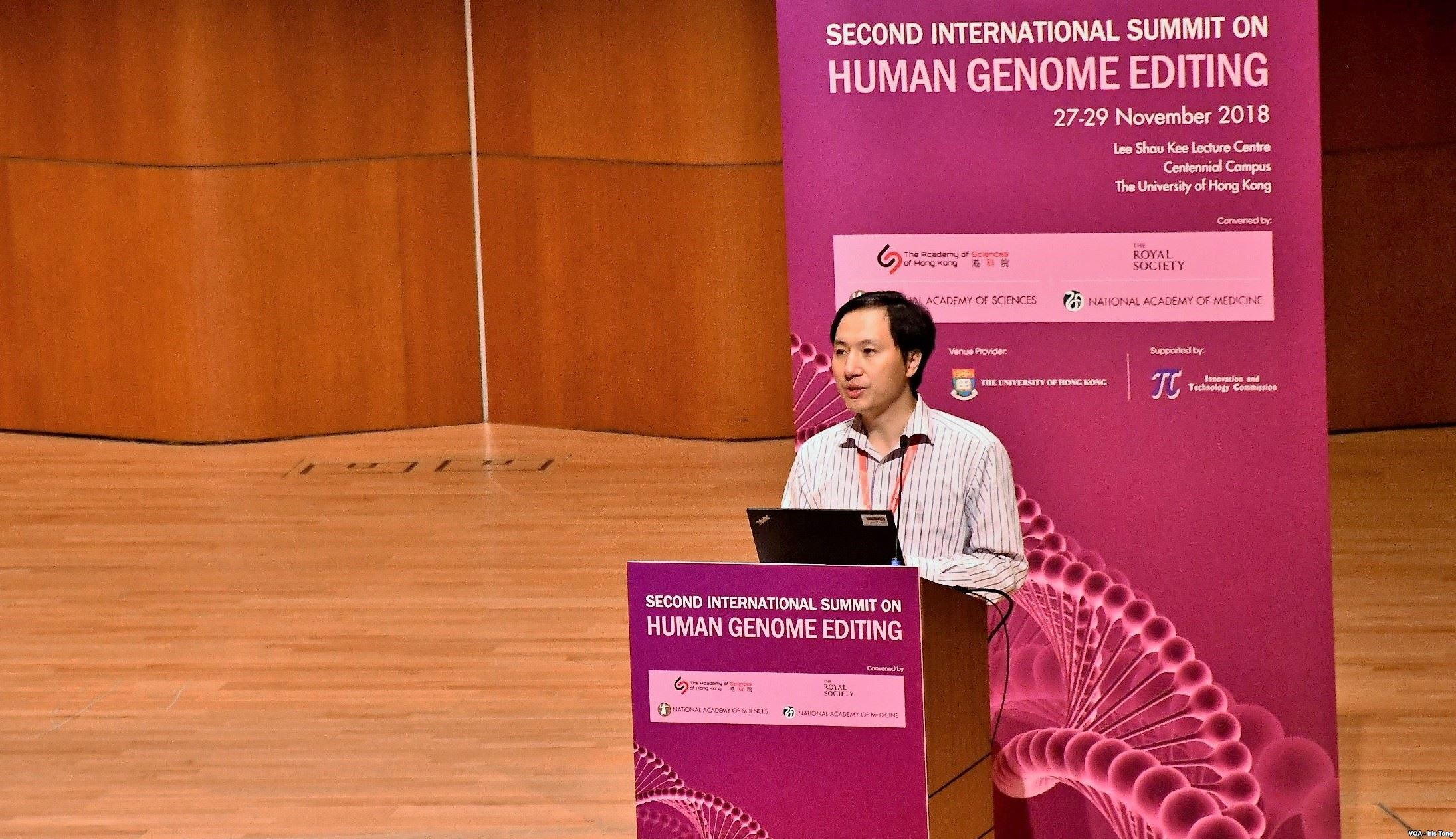
El científico chino He Jiankui en la Segunda Cumbre Internacional sobre Edición del Genoma Humano.

La controversia sobre Lulu y Nana es una controversia científica y bioética sobre la modificación genética de seres humanos que gira alrededor de dos gemelas de nacionalidad china nacidas a mediados de octubre de 2018 a quienes se les otorgó el seudónimo de Lulu 
(en chino, 露露) y Nana (en chino, 娜娜). De acuerdo con el investigador chino He Jiankui, se trata de las primeras bebés humanas genéticamente modificadas que, según él mismo, nacieron saludables. Los padres de las gemelas participaron en un proyecto clínico conducido por He, en el cual se ofrecía un embarazo mediante la técnica de Fertilización in Vitro y la modificación genética de los embriones en el gen CCR5 mediante la técnica CRISPR-Cas9, para desarrollar resistencia genética a la infección de VIH/SIDA. El proyecto clínico fue conducido en secreto hasta noviembre de 2018.
La reacción generalizada al experimento de He fue de crítica y preocupación por el bienestar de las niñas. Cuando el experimento salió a la luz, las autoridades chinas suspendieron todas las actividades de investigación. Desde el 28 de diciembre del 2018, He permaneció recluido en su apartamento universitario bajo supervisión. En febrero de 2019, agencias de noticias sugirieron que el gobierno chino pudo haber financiado el experimento, basado en documentos clasificados que fueron filtrados.
En 2019, la Organización Mundial de la Salud había creado un registro global para rastrear las investigaciones en edición genética humana. El 30 de diciembre de 2019, las autoridades chinas anunciaron que He Jiankui había sido sentenciado a tres años en prisión y multado con 3 millones de yuanes ($430.000), confirmándose la existencia de un tercer nacimiento, producto de una segunda fecundación. He Jiankui, a principios de abril del 2022, salió de prisión confirmado por una llamada personal.

## Anuncio
El científico chino He Jiankui anunció su experimento que implicaba la edición genética de 'Lulu y Nana' en una entrevista con la Associated Press el 19 de noviembre de 2018, en el marco de la Segunda Cumbre Internacional sobre Edición del Genoma Humano en la Universidad de Hong Kong. El 25 de noviembre de 2018, He publicó el anuncio de su experimento y el nacimiento exitoso de las gemelas en Youtube. El experimento del Dr. He nunca recibió confirmación independiente ni fue sujeto de revisión por pares o publicado por revistas científicas. Pronto después de la revelación, la Universidad del Sur de Ciencia y Tecnología (SUSTech) donde He trabajaba afirmó que su experimento se realizó fuera del campus y que ese centro de enseñanza desconocía el proyecto y su naturaleza. La Comisión de Salud Nacional de China ordenó a oficiales de salud provinciales investigar el caso tan pronto como después del experimento fue revelado.

## Orígenes
Los embriones que se convirtieron en Lulu y Nana fueron generados durante un experimento clínico dirigido por He Jiankui mientras se tomaba un descanso de la universidad y trabajaba en el Hospital Harmonicare para Mujeres y Niños. El proyecto contó con parejas que querían tener hijos y en las cuales el hombre estaba infectado con VIH y la mujer no. El experimento se mantuvo en secreto hasta el 28 de noviembre del 2018 y desde entonces se desconoce si todos los participantes firmaron verdaderamente el consentimiento informado.

## Experimento y nacimiento
He Jiankui tomó esperma y óvulos de las parejas, realizó una fertilización in vitro con ellos y entonces editó los genomas de los embriones empleando CRISPR/Cas9. He editó el gen CCR5, el cual contiene las proteínas usadas por el VIH para introducirse en las células humanas. Con ello intentaba crear una mutación concreta en el gen CCR5 que algunas personas han desarrollado de forma natural, confiriéndoles inmunidad al VIH.